# Турки ибн Мухаммед ибн Фахд Аль Сауд
Турки́ ибн Мухаммед ибн Фа́хд ибн Абдул-Ази́з А́ль Сау́д (араб. تركي بن محمد بن فهد بن عبد العزيز آل سعود‎; род. 5 октября 1979, Эр-Рияд, Саудовская Аравия) — саудовский государственный министр и член Совета министров Саудовской Аравии с 27 сентября 2022 года. Старший сын Мухаммеда, сына короля Фахда.

## Биография

### Ранние годы
Родился 5 октября 1979 года в Эр-Рияде (Саудовская Аравия). Его отец, принц Мухаммед ибн Фахд, бывший губернатор Восточной провинции. Его воспитывали дед, король Фахд ибн Абдул-Азиз, и дед по матери, принц Наиф ибн Абдул-Азиз. Ему был поручен ряд задач внутри Саудовской Аравии и за её пределами, в дополнение к его руководству за нескольких комитетов, гуманитарной и благотворительной деятельностью в обществе.

### Образование
Принц Турки получил начальное, среднее и среднее образование в школе города Дахран, международном учебном заведении K-9, принадлежащем и управляемом школьным округом Saudi Aramco.
В 2002 году окончил Университет короля Фейсала, получив степень бакалавра.

### Бизнес
Принц Турки является председателем компании TAALEM Educational Services Company. Также является заместителем председателя компании Amiantit в Саудовской Аравии, которая была основана в 1968 году и имеет штаб-квартиру в Даммаме.

## Личная жизнь
Принц Турки женат на Джавахире бинт Мухаммад ибн Саад Аль Сауд, имеет двух сыновей: Мухаммад и Фахд; и трёх дочерей: Нуф, Лулува и Нура.